# Владимировка (Республика Алтай)
Владимировка (алт. Шунмары) — село в Усть-Канском районе Республики Алтай России. Входит в состав Коргонского сельского поселения.

## География
Расположено в западной части Республики Алтай в горно-степной зоне и находится у реки Чарыш, вблизи впадения в неё рек Прямая Стрелка, Кума, Чечулиха.
Уличная сеть состоит из двух географических объектов: ул. Набережная и ул. Центральная.
Абсолютная высота 705 метров выше уровня моря
.

## История
Русское поселение возникло в 1824 году.

## Население
| 2010 | 2011 | 2012 | 2013 | 2014 | 2015 |
| ---- | ---- | ---- | ---- | ---- | ---- |
| 228  | →228 | ↘220 | ↗223 | ↗230 | ↘208 |
| 2016 |      |      |      |      |      |
| ↘203 |      |      |      |      |      |

Национальный состав
Согласно результатам переписи 2002 года, в национальной структуре населения русские составляли 85 % от общей численности населения в 262 жителей

## Известные уроженцы, жители
Юрий Викторович Нечаев (род. 1 января 1961, Владимировка, Алтайский край, РСФСР, СССР) — мэр Горно-Алтайска с 29 сентября 2017 года.

## Инфраструктура
Личное подсобное хозяйство. Животноводство.

## Транспорт
Находится на автодороге регионального значения «Усть-Кан — Коргон» (идентификационный номер 84К-109) общей протяженностью 63,055 км. (Постановление Правительства Республики Алтай от 12.04.2018 N 107 «Об утверждении Перечня автомобильных дорог общего пользования регионального значения Республики Алтай и признании утратившими силу некоторых постановлений Правительства Республики Алтай»).
Просёлочные дороги.